# Władysław Ratyński
Władysław Piotr Ratyński (ur. 22 maja 1933, zm. 17 kwietnia 2012) – polski ekonomista, historyk i politolog, specjalista polityki społecznej, profesor doktor habilitowany.

## Życiorys
Obronił pracę doktorską, następnie uzyskał stopień doktora habilitowanego. W 1988 uzyskał tytuł profesora nauk ekonomicznych. Pracował na Wydziale Menedżerskim Wyższej Szkole Menedżerskiej w Warszawie, w Mazowieckiej Wyższej Szkole Humanistycznej i Pedagogicznej w Łowiczu, na Wydziale Zarządzania Akademii Podlaskiej, na Wydziale Administracji Wyższej Szkole Humanistycznej im. Aleksandra Gieysztora w Pułtusku, na Wydziale Ekonomicznym Wyższej Szkole Społecznej i Ekonomicznej w Warszawie, oraz w Szkole Wyższej im. Pawła Włodkowica.
Został zatrudniony na stanowisku profesora na Wydziale Zarządzania Europejskiej Wyższej Szkole Informatycznej i Ekonomicznej w Warszawie.
Autor haseł w Słowniku biograficznym działaczy polskiego ruchu robotniczego.